# Zeche Vereinigte Louise (Essen)
Die Zeche Vereinigte Louise in Essen-Werden-Fischlaken ist ein ehemaliges Steinkohlebergwerk. Die Zeche war mit einigen Unterbrechungen annähernd 70 Jahre in Betrieb.

## Geschichte

### Die Anfänge
Am 13. Januar des Jahres 1839 wurde ein kleines Längenfeld verliehen. Im Dezember desselben Jahres wurde die Zeche in Betrieb genommen, der Abbau erfolgte im Enshoff Stollen. Ab dem Jahr 1840 wurde nachweislich Abbau betrieben. Im Jahr 1857 war das Bergwerk zwar im Betrieb, ob Abbau betrieben wurde, ist aber nicht nachgewiesen. Im Jahr 1858 war das Bergwerk zunächst noch in Betrieb, im Laufe des Jahres wurde es vermutlich in Fristen gelegt. Im Jahr 1865 wurde das Bergwerk wieder in Betrieb genommen. Zu diesem Zeitpunkt war bereits ein zweiter Stollen vorhanden. Das Stollenmundloch dieses Stollens befand sich am Hardenbergufer. Im Jahr 1866 war das Bergwerk wieder außer Betrieb und wurde dann im Jahr darauf wieder in Betrieb genommen.

### Die weiteren Jahre
Im Jahr 1876 kam es zur teilweisen Vereinigung mit der Zeche Nöckerskottenbank. Das vereinigte Bergwerk trug den Namen Zeche Louise & Nöckerskottenbank. Im Jahr 1879 wurde diese Vereinigung mit der Zeche Nöckerskottenbank wieder aufgelöst. Die abgebauten Kohlen der Zeche Vereinigte Louise wurden Untertage zur Zeche Richradt gefördert. Dort wurde die Kohle über einen Schacht der Zeche Richradt zu Tage gefördert. Im Jahr 1889 wurde die Zeche Vereinigte Louise durch die Zeche Richradt angepachtet. Im Jahr 1896 wurde die Zeche Vereinigte Louise wieder eigenständig in Betrieb genommen. Das Grubenfeld der Zeche wurde durch die Zeche Richradt weiter aufgeschlossen. Die abgebaute Kohle wurde im Schacht der Zeche Richradt gefördert. Zu diesem Zeitpunkt umfasste die Berechtsame der Zeche Vereinigte Louise ein Längenfeld mit einer Fläche von 1,5 km2. Im Jahr 1903 wurde die Zeche Vereinigte Louise komplett von der Zeche Richradt übernommen.

## Förderung und Belegschaft
Die ersten bekannten Förderzahlen des Bergwerks stammen aus dem Jahr 1839, damals wurden 936 preußische Tonnen Steinkohle gefördert. Im Jahr 1840 stieg die Förderung an auf 28.419 preußische Tonnen Steinkohle. In den nachfolgenden Jahren kam es zu einem erheblichen Rückgang der Förderung. Im Jahr 1842 wurden 2737 preußische Tonnen Steinkohle gefördert. Im Jahr 1845 lag die Förderung bei 41.598 Scheffeln. Die ersten bekannten Belegschaftszahlen des Bergwerks stammen aus dem Jahr 1867. In diesem Jahr wurden mit 61 Bergleuten rund 11.000 Tonnen Steinkohle gefördert. Im Jahr 1869 wurden mit 46 Bergleuten 12.505 Tonnen Steinkohle gefördert. Im darauffolgenden Jahr wurden von 44 Bergleuten 10.759 Tonnen Steinkohle gefördert. Im Jahr 1873 lag die Förderung bei rund 72.000 Scheffel. Im Jahr 1876 wurden 2883 Tonnen Steinkohle gefördert. Im Jahr 1878 wurde von 42 Bergleuten eine Förderung von 455 Tonnen Steinkohle erbracht. Im Jahr 1896 förderten sieben Bergleute insgesamt 640 Tonnen Steinkohle. Im Jahr 1900 wurden von 21 Bergleuten 5781 Tonnen Steinkohle gefördert. Die letzten Förder- und Belegschaftszahlen des Bergwerks stammen aus dem Jahr 1901, von 32 Bergleuten wurden 10.018 Tonnen Steinkohle gefördert.